# Ajos Stefanos
Ajos Stefanos (Svatý Štefan, řecky Άγιος Στέφανος) je město v Řecku nacházející se v kraji Atika, 23 km od Atén. Žije zde 12 000 obyvatel.
Město založili v roce 1924 maloasijských Řekové, kteří sem přišli po řecko-turecké výměně obyvatelstva. Tito Řekové pocházeli z Konstantinopole a z Malé Asie.